# Alejandro Izquierdo
Alejandro Daniel Izquierdo Bueno (Ciudad de México; 17 de enero de 1955-Monterrey; 31 de mayo de 2023) fue un futbolista mexicano que jugaba de defensa. Jugó toda su carrera con los Tigres de la UANL.

## Selección nacional
Hizo su única aparición con la selección mexicana en un partido contra Alemania Democrática el 3 de agosto de 1975 en Los Angeles Memorial Coliseum, que perdió 0-1.

## Palmarés

### Títulos nacionales
| Título           | Equipo            | País   | Año     |
| ---------------- | ----------------- | ------ | ------- |
| Segunda División | Tigres de la UANL | México | 1973-74 |
| Copa México      | Tigres de la UANL | México | 1975-76 |
| Primera División | Tigres de la UANL | México | 1977-78 |
| Primera División | Tigres de la UANL | México | 1981-82 |